# Remotaspidiotus albus
Remotaspidiotus albus är en insektsart som beskrevs av Brimblecombe 1959. Remotaspidiotus albus ingår i släktet Remotaspidiotus och familjen pansarsköldlöss. Inga underarter finns listade i Catalogue of Life.